# Mihai Pîslaru
Mihai Cristian Pîslaru (* 22. März 1999 in Ploiești) ist ein rumänischer Sprinter, der sich auf den 400-Meter-Lauf spezialisiert hat.

## Sportliche Laufbahn
Erste internationale Erfahrungen sammelte Mihai Pîslaru im Jahr 2016, als er bei den Balkan-Meisterschaften in Pitești in 47,82 s den vierten Platz belegte und mit der rumänischen 4-mal-400-Meter-Staffel nach 3:09,87 min ebenfalls Rang vier erreichte. Anschließend gewann er bei den erstmals ausgetragenen Jugendeuropameisterschaften in Tiflis in 47,46 s die Silbermedaille im 400-Meter-Lauf und schied anschließend bei den U20-Weltmeisterschaften in Bydgoszcz mit 48,01 s in der ersten Runde aus. Im Jahr darauf schied er bei den U20-Europameisterschaften in Grosseto mit 48,66 s im Vorlauf aus und verpasste auch mit der Staffel mit 3:20,85 min den Finaleinzug. Auch bei den Leichtathletik-U20-Weltmeisterschaften 2018 in Tampere scheiterte er mit 49,74 s in der Vorrunde über 400 Meter. 2019 gewann er bei den Balkan-Hallenmeisterschaften in Istanbul in 3:15,20 min die Bronzemedaille mit der Staffel und anschließend erreichte er bei den Europaspielen in Minsk nach 3:21,68 min Rang 14 in der gemischten 4-mal-400-Meter-Staffel. Bei den U23-Europameisterschaften im schwedischen Gävle scheiterte er über 400 Meter mit 49,29 s in der ersten Runde und mit der Staffel reichten 3:09,24 min nicht für einen Finaleinzug. Daraufhin belegte er bei den Balkan-Meisterschaften in Prawez in 48,39 s den sechsten Platz im B-Finale und gewann mit der Staffel in 3:12,43 min die Silbermedaille.
2020 gewann er bei den Balkan-Hallenmeisterschaften in Istanbul in 47,49 s die Silbermedaille und sicherte sich mit der Staffel in 3:13,86 min die Bronzemedaille. Bei den Freiluftmeisterschaften in Cluj-Napoca gewann er dann in 46,58 s ebenfalls die Silbermedaille über 400 Meter und auch mit der Staffel gewann er in 3:08,28 min Silber. Im Jahr darauf wurde er bei den Balkan-Hallenmeisterschaften in 47,52 s Siebter und schied kurz darauf bei den Halleneuropameisterschaften in Toruń mit 48,11 s in der ersten Runde aus. Ende Juni gewann er bei den Balkan-Meisterschaften in Smederevo in 47,27 s die Bronzemedaille im Einzelbewerb und sicherte sich mit der Staffel in 3:10,19 min die Silbermedaille. Anschließend belegte er bei den U23-Europameisterschaften in Tallinn in 46,67 s den achten Platz über 400 m und verpasste mit der Staffel mit 3:12,96 min den Finaleinzug.
2020 wurde Pîslaru rumänischer Meister im 400-Meter-Lauf im Freien sowie in der Halle. Zudem wurde er 2022 Hallenmeister im 200-Meter-Lauf.

## Persönliche Bestzeiten
- 200 Meter: 21,50 s (+0,1 m/s), 5. Juni 2021 in Cluj-Napoca
  - 200 Meter (Halle): 21,81 s, 1. Februar 2020 in Wien
- 400 Meter: 45,89 s, 4. Juni 2021 in Cluj-Napoca
  - 400 Meter (Halle): 47,41 s, 1. Februar 2020 in Wien